# Escrime aux Jeux méditerranéens de 2013
Navigation
Édition précédente Édition suivante
Les compétitions d'escrime des Jeux méditerranéens de 2013 se sont déroulées au Parc A de la Foire de  Yenişehir, du 22 au 23 juin 2013. Seules les épreuves individuelles ont été disputées

## Résultats
| Épreuves         | Or                  | Argent          | Bronze                                    |
| fleuret masculin | Giorgio Avola       | Enzo Lefort     | Valerio Aspromonte Alaaeldin Abouelkassem |
| fleuret féminin  | Elisa Di Francisca  | Inès Boubakri   | Carolina Erba Irem Karamete               |
| épée masculine   | Jean-Michel Lucenay | Ahmed Khedr     | Enrico Garozzo José Luis Abajo            |
| épée féminine    | Rossella Fiamingo   | Sarra Besbes    | Smilijka Rodić Maya Mansouri              |
| sabre masculin   | Luigi Samele        | Vincent Anstett | Boladé Apithy Fernando Casares            |
| sabre féminin    | Cécilia Berder      | Livia Stagni    | Vassilikí Vouyioúka Azza Besbes           |

## Tableau des médailles
| Rang | Nation  | Or | Argent | Bronze | Total |
| ---- | ------- | -- | ------ | ------ | ----- |
| 1    | Italie  | 4  | 1      | 3      | 8     |
| 2    | France  | 2  | 2      | 1      | 5     |
| 3    | Tunisie | 0  | 2      | 2      | 4     |
| 4    | Égypte  | 0  | 1      | 1      | 2     |
| 5    | Espagne | 0  | 0      | 2      | 2     |
| 6    | Grèce   | 0  | 0      | 1      | 1     |
| 6    | Serbie  | 0  | 0      | 1      | 1     |
| 6    | Turquie | 0  | 0      | 1      | 1     |